# Гелій-4
Гелій-4 — легкий стабільний нерадіоактивний ізотоп гелію, найпоширеніший із двох природних ізотопів, що становить приблизно 99,999863 % гелію на Землі. Його ядро складається з двох протонів і двох нейтронів.

Атом гелію. Зображено ядро (рожевий) і розподіл електронної хмарки (чорний). Ядро (верхнє праворуч) гелію-4 насправді сферично симетричне і дуже нагадує електронну хмару, хоча для більш складних ядер це не завжди так.

Ядерний синтез двох ядер гелію-4 неможливий, оскільки сума енергій зв'язку двох ядер гелію більша від енергії зв'язку баріонів в ядрі берилію-8. Тому багато радіоактивних ізотопів розпадаються (альфа-розпад) з утворенням ядра гелію-4, яке тоді називають альфа-частинкою.
Коли гелій-4 охолоджений нижче 2,17 K (−271 °C), він стає надплинним, з дуже незвичайними для рідини властивостями: якщо гелій-4 помістити у відкриту посудину, то через деякий час він витече з неї. Це дивне явище не можна пояснити за допомогою класичної механіки.